# Кубанский округ
Куба́нский о́круг — административно-территориальная единица Северо-Кавказского края (до 16 октября 1924 года — Юго-Восточной области) РСФСР, существовавшая в 1924—1930 годах. Административный центр — Краснодар.
Кубанский округ был образован 2 июня 1924 года из части Кубано-Черноморской области.
Округ был разделён на 18 районов:
- Абинский
- Брюховецкий
- Горячеключевский
- Каневской
- Кореновский
- Краснодарский
- Крымский
- Медведовский
- Новопокровский
- Павловский
- Поповичевский
- Приморско-Ахтарский
- Северский
- Славянский
- Темрюкский
- Тихорецкий
- Уманский
- Усть-Лабинский

В 1925 году Крымский район был передан в состав Черноморского округа.
В 1927 году Медведовский район был переименован в Тимашёвский, а Поповичевский и Уманский районы упразднены.
30 июля 1930 года Кубанский округ, как и большинство остальных округов СССР, был упразднён. Его районы отошли в прямое подчинение Северо-Кавказского края.
По итогам всесоюзной переписи населения 1926 года население округа составило 1 489 088 человек, из них городское — 210 954 человек. Из них украинцы — 62,2 %; русские — 33,8 %; армяне — 1,4 %.